# 52.º governo da Monarquia Constitucional
O 52.º governo da Monarquia Constitucional e também conhecido como a primeira fase do 25.º governo desde a Regeneração, nomeado a 20 de outubro de 1904 e exonerado a 27 de dezembro de 1905, foi presidido por José Luciano de Castro. 
A sua constituição era a seguinte:
| Cargo                                                                                 | Detentor | Detentor                                       | Período                                        |
| ------------------------------------------------------------------------------------- | -------- | ---------------------------------------------- | ---------------------------------------------- |
| Presidente do Conselho de Ministros                                                   |          | José Luciano de Castro (1834–1914)             | 20 de outubro de 1904 a 27 de dezembro de 1905 |
| Ministro e Secretário de Estado dos Negócios do Reino                                 |          | António Augusto Pereira de Miranda (1838–1922) | 20 de outubro de 1904 a 26 de abril de 1905    |
| Ministro e Secretário de Estado dos Negócios do Reino                                 |          | Eduardo José Coelho (1835–1913)                | 26 de abril de 1905 a 27 de dezembro de 1905   |
| Ministro e Secretário de Estado dos Negócios Eclesiásticos e de Justiça               |          | José de Alpoim (1858–1916)                     | 20 de outubro de 1904 a 10 de maio de 1905     |
| Ministro e Secretário de Estado dos Negócios Eclesiásticos e de Justiça               |          | Artur Montenegro (1871–1941)                   | 10 de maio de 1905 a 27 de dezembro de 1905    |
| Ministro e Secretário de Estado dos Negócios da Fazenda                               |          | Manuel Afonso de Espregueira (1835–1917)       | 20 de outubro de 1904 a 27 de dezembro de 1905 |
| Ministro e Secretário de Estado dos Negócios da Guerra                                |          | Sebastião Teles (1847–1921)                    | 20 de outubro de 1904 a 27 de dezembro de 1905 |
| Ministro e Secretário de Estado dos Negócios da Marinha e Ultramar                    |          | Manuel Moreira Júnior (1866–1953)              | 20 de outubro de 1904 a 27 de dezembro de 1905 |
| Ministro e Secretário de Estado dos Negócios Estrangeiros                             |          | António Eduardo Vilaça (1852–1914)             | 20 de outubro de 1904 a 27 de dezembro de 1905 |
| Ministro e Secretário de Estado dos Negócios das Obras Públicas, Comércio e Indústria |          | Eduardo José Coelho (1835–1913)                | 20 de outubro de 1904 a 26 de abril de 1905    |
| Ministro e Secretário de Estado dos Negócios das Obras Públicas, Comércio e Indústria |          | João de Alarcão (1854–1918)                    | 26 de abril de 1905 a 27 de dezembro de 1905   |